# NGC 7107
NGC 7107 est une galaxie spirale barrée magellanique située dans la constellation de la Grue. Sa vitesse par rapport au fond diffus cosmologique est de 1 995 ± 16 km/s, ce qui correspond à une distance de Hubble de 29,4 ± 2,1 Mpc (∼95,9 millions d'al). NGC 7107 a été découverte par l'astronome britannique John Herschel en 1834.
La classe de luminosité de NGC 7107 est V et elle présente une large raie HI. Selon la base de données Simbad, NGC 7107 est une candidate à titre de galaxie à noyau actif.
À ce jour, deux mesures non basées sur le décalage vers le rouge (redshift) donnent une distance de 19,300 ± 11,738 Mpc (∼62,9 millions d'al), ce qui est à l'intérieur des valeurs de la distance de Hubble. Notons cependant que c'est avec la valeur moyenne des mesures indépendantes, lorsqu'elles existent, que la base de données NASA/IPAC calcule le diamètre d'une galaxie et qu'en conséquence le diamètre de NGC 7107 pourrait être d'environ 31,6 kpc (∼103 000 al) si on utilisait la distance de Hubble pour le calculer.

## Supernova
La supernova SN 2005dc a été découverte dans NGC 7107 le 26 juillet 2005 par P. Luckas, O. Trondal et M. Schwartz des observatoires Tenagra. Cette supernova était de type Ia et sa magnitude au moment de sa découverte était de 15,7.

## Groupe de NGC 7079
Selon A. M. Garcia NGC 7107 fait partie du groupe de NGC 7079. Ce groupe de galaxies renferme au moins neuf membres. Les autres galaxie sont NGC 7070, NGC 7079, NGC 7097, NGC 7070A (PGC 66909), NGC 7097A (PGC 67160), ESO 287-37 et ESO 287-43.